# Psycho (canção de Post Malone)
"Psycho" é uma canção gravada pelo rapper norte-americano Post Malone com participação vocal do também rapper Ty Dolla $ign. Foi lançada pela editora discográfica Republic Records a 23 de Fevereiro de 2018 como o terceiro single do segundo álbum de estúdio de Malone, Beerbongs & Bentleys (2018). Ambos artistas co-compuseram o tema com Louis Bell, que ainda ficou a cargo da produção e arranjos juntamente com Malone. O seu conteúdo lírico discute o estilo de vida de Malone e explora o tema de fama em excesso e problemas de confiança. A canção estreou no número dois da tabela musical de canções dos EUA, sendo impedida de alcançar o topo por "God's Plan" do cantor canadiano Drake; todavia, eventualmente conseguiu subir ao primeiro posto em Junho de 2018.

## Créditos
Os créditos seguintes foram adaptados do Tidal:
- Post Malone — produção e arranjos, composição, programação, vocais
- Ty Dolla Sign – composição, vocais
- Louis Bell – produção e arranjos, composição, programação, engenharia acústica, produção vocal
- Manny Marroquin – mixagem

## Desempenho nas tabelas musicais
| País — Tabela musical (2018–19)                                                         | Posição de pico |
| --------------------------------------------------------------------------------------- | --------------- |
| Austrália — ARIA Top 100 Singles Chart                                                  | 1               |
| Áustria — Ö3 Austria Top 40 Singles                                                     | 5               |
| Bélgica (Flandres) — Ultratop 50 Singles                                                | 15              |
| Bélgica (Valónia) — Ultratop 50 Singles                                                 | 1               |
| Canadá — Hot 100 (Billboard)                                                            | 1               |
| República Checa — Rádio Top 100 Oficiální (FIIF)                                        | 4               |
| Dinamarca — Singles Top-40 (Hitlisten)                                                  | 2               |
| El Salvador — Top 20 General (Monitor Latino)                                           | 14              |
| Finlândia — Suomen virallinen singlelista                                               | 4               |
| França — Top Singles (Syndicat National de l'Édition Phonographique)                    | 102             |
| Alemanha — Top 100 Singles (GfK Entertainment Charts)                                   | 43              |
| Grécia — Top 200 Airplay Chart (ΕΕΠΗ)                                                   | 4               |
| Hungria — Single Top 40 lista (Magyar Hanglemezkiadók Szövetsége)                       | 27              |
| Hungria — Stream Top 40 lista (Magyar Hanglemezkiadók Szövetsége)                       | 2               |
| Irlanda — Singles Chart (Irish Recorded Music Association)                              | 2               |
| Itália — Top Digital Download (FIMI)                                                    | 18              |
| Malásia — RIM CHARTS Top 20 (International & Domestic) (RIM)                            | 6               |
| Países Baixos — Nederlandse Top 40 (Stichting Nederlandse Top 40)                       | 18              |
| Países Baixos — Single Top 100 (MegaCharts)                                             | 8               |
| Nova Zelândia — Top 40 Singles Chart (Recorded Music NZ)                                | 2               |
| Noruega — Topp 40 Singles (VG-lista)                                                    | 2               |
| Portugal — Top 100 Singles (Associação Fonográfica Portuguesa)                          | 3               |
| Escócia — Singles Chart (The Official Charts Company)                                   | 23              |
| Singapura — RIAS                                                                        | 19              |
| Eslováquia — Singles Digitál Top 100 (Federação Internacional da Indústria Fonográfica) | 1               |
| Espanha — Top 100 Canciones (Productores de Música de España)                           | 62              |
| Suécia — Singles Top 100 (Sverigetopplistan)                                            | 1               |
| Suíça — Singles Top 75 (Schweizer Hitparade)                                            | 11              |
| Reino Unido — Singles Chart Top 100 (The Official Charts Company)                       | 4               |
| Estados Unidos — Billboard Hot 100                                                      | 1               |
| Estados Unidos — Hot R&B/Hip-Hop Songs (Billboard)                                      | 1               |
| Estados Unidos — Mainstream Top 40 (Billboard)                                          | 1               |
| Estados Unidos — Rhythmic Songs (Billboard)                                             | 1               |

| País — Tabela musical (2018)                                   | Posição |
| -------------------------------------------------------------- | ------- |
| Austrália — ARIA Top 100 Singles Chart                         | 7       |
| Áustria — Ö3 Austria Top 40 Singles                            | 57      |
| Bélgica (Flandres) — Ultratop 50 Singles                       | 70      |
| Canadá — Canadian Hot 100 (Billboard)                          | 8       |
| Dinamarca — Singles Top-40 (Hitlisten)                         | 17      |
| Estónia — Federação Internacional da Indústria Fonográfica     | 11      |
| Alemanha — Top 100 Singles (GfK Entertainment Charts)          | 74      |
| Irlanda — Singles Chart (Irish Recorded Music Association)     | 24      |
| Itália — Top Singoli (Federazione Industria Musicale Italiana) | 91      |
| Países Baixos — Single Top 100 (MegaCharts)                    | 70      |
| Nova Zelândia — Top 40 Singles Chart (Recorded Music NZ)       | 4       |
| Coreia do Sul — International Digital Singles Chart (Gaon)     | 100     |
| Suécia — Singles Top 100 (Sverigetopplistan)                   | 14      |
| Suíça — Singles Top 75 (Schweizer Hitparade)                   | 89      |
| Reino Unido — Singles Chart (The Official Charts Company)      | 22      |
| Estados Unidos — Billboard Hot 100                             | 6       |
| Estados Unidos — Mainstream Top 40 (Billboard)                 | 12      |

| Região — Associação (Vendas)        | Certificação |
| ----------------------------------- | ------------ |
| Austrália — ARIA (350 mil)          | 5x Platina   |
| Canadá — Music Canada (240 mil)     | 3x Platina   |
| Itália — FIMI (50 mil)              | Platina      |
| Nova Zelândia — RMNZ (30 mil)       | Platina      |
| Reino Unido — BPI (600 mil)         | Platina      |
| Estados Unidos — RIAA (3 milhões)   | 3x Platina   |
| Bélgica — BEA (15 mil)              | Ouro         |
| Brasil — Pro-Música Brasil (80 mil) | 2× Platina   |
| México — AMPROFON (30 mil)          | Ouro         |
| Noruega — FIIF (10 mil)             | Platina      |
| Portugal — AFP (5 mil)              | Ouro         |

## Histórico de lançamento
| Região         | Data                    | Formato                                 | Distribuidora fonográfica |
| -------------- | ----------------------- | --------------------------------------- | ------------------------- |
| Mundo          | 23 de Fevereiro de 2018 | Download digital                        | Republic                  |
| Estados Unidos | 27 de Fevereiro de 2018 | Estações de rádio rhythmic contemporary | Republic                  |